# Haim Zafrani
Haim Zafrani (Esauira, Marruecos; 10 de junio de 1922-París, Francia; 31 de marzo de 2004) fue un profesor e historiador judío francomarroquí de origen sefardí. 
Haim Zafrani fue particularmente conocido por haber recopilado gran parte de la poesía oral de los judíos de Marruecos. Entre sus compilaciones se hallan las melodías del rabino David Buzaglo (1903 - 1975), ampliamente reconocido como el trovador más relevante de su época. 
Haim Zafrani era además uno de los eruditos principales en cuanto a la historia de los judíos de Marruecos. Su libro más conocido es 2000 años de vida judía en Marruecos (traducido y publicado en una edición inglesa).
Comenzó su carrera como profesor al convertirse en coordinador escolar encargado de la enseñanza de la lengua árabe en las escuelas de la Alianza Israelita Universal en Marruecos. Más adelante, Zafrani se trasladó a París, donde fue profesor y jefe del departamento de la Lengua Hebrea y de la Civilización judía en la Universidad de París. Fue miembro del Institut des Hautes Études Semitiques del Collège de France, miembro de la Academia del Reino de Marruecos, y colega en el Instituto para Estudios Avanzados de la Universidad Hebrea de Jerusalén. Fue premiado con el galardón “Irving and Bertha Neuman” para estudiosos distinguidos, (1982-1983), el premio Yad Yitzhak Ben-Zvi (1985), el Grand Atlas (1999), y el Premio de Magreb (2001).
Haim Zafrani escribió alrededor de quince libros, y más de cien artículos que cubrían temas sobre la cultura y la lengua judías, la literatura hebrea en los países musulmanes del norte de África (especialmente Marruecos), como así también la Historia de los judíos en la España musulmana.